# Chioma Wogu
Success Chioma Wogu (sinh ngày 28 tháng 1 năm 1999) là một cầu thủ bóng đá người Nigeria. Cô hiện đang chơi cho đội bóng Rivers Angels đang tham gia thi đấu tại Giải vô địch bóng đá nữ Nigeria. Cô cũng là thành viên viên của đội tuyển bóng đá nữ quốc gia Nigeria ở cấp quốc gia. Cô ra sân lần đầu trong vai trò cầh thủ đội tuyển hiện lần đầu tại Cúp bóng đá nữ châu Phi ở tuổi 17.

## Sự nghiệp
Wogu là cầu thủ ghi bàn hàng đầu (sáu bàn) cho Confluence Queen trong mùa giải Ngoại hạng Nigeria 2014, đây cũng là mùa giải đầu tiên cô tham gia giải đấu này. Trong trận đấu thuộc khuôn khổ Nigeria Women Premier League 2017 giữa Rivers Angels và Heartland Queen, Wogu ghi một bàn thắng để giúp Angels đứng vững ở vị trí đầu bảng. Sau khi thể hiện phong độ tốt ở sân nhà, Wogu bỏ lỡ các cơ hội dẫn đến việc cô làm kết thúc chuỗi mười trận thắng trên sân nhà của Rivers Angels.
Mặc dù là một thành viên tham gia vòng loại cho Nigeria tranh Giải vô địch nữ châu Phi 2014, Wogu đã bị huấn luyện viên trưởng, Edwin Okon loại trong danh sách cuối cùng. Tuy nhiên, trong lần tổ chức giải năm 2016, cô đã được chọn vào đội hình chính thức, đóng góp một ít sức lực cho đội bóng khi ra sân từ băng ghế dự bị trong trận đấu đầu tiên của cô với đối thủ là đội tuyển Mali.